# Susan George
Susan Melody George (Londen, 26 juli 1950) is een Engels actrice. Zij werd in 1983 genomineerd voor een Saturn Award voor haar hoofdrol als Laura Fletcher in de horrorfilm The House Where Evil Dwells. George deed vanaf 1962 acteerervaring op in eenmalige en wederkerende rolletjes in verschillende televisieseries voordat ze in 1965 debuteerde op het witte doek, als Vicky Davis in de sportfilm (voetbal) Cup Fever. Het bleek haar eerste van meer dan dertig filmrollen, waarvan het merendeel in bioscooptitels. Zij is vooral bekend door haar vertolking in de Sam Peckinpahfilm "Straw dogs". 
George trouwde in 1984 met de Engelse acteur Simon MacCorkindale.

## Filmografie
*Exclusief televisiefilms
| - City of Life (2009) - In Your Dreams (2007) - Djavolji raj (1989) - Lightning, the White Stallion (1986) - The Jigsaw Man (1983) - The House Where Evil Dwells (1982) - Kiss My Grits (1982) - Venom (1981) - Enter the Ninja (1981) - Tomorrow Never Comes (1978) - ¡Tintorera! (1977) - A Small Town in Texas (1976) - Out of Season (1975) - Mandingo (1975) - Dirty Mary Crazy Larry (1974) | - La banda J.S.: Cronaca criminale del Far West (1972) - Straw Dogs (1971) - Die Screaming, Marianne (1971) - Fright (1971) - Eyewitness (1970) - Spring and Port Wine (1970) - Twinky (1970) - The Looking Glass War (1969) - The Strange Affair (1968) - Up the Junction (1968) - All Neat in Black Stockings (1968) - Billion Dollar Brain (1967) - The Sorcerers (1967) - Davy Jones' Locker (1966) - Cup Fever (1965) |

## Televisieseries
*Exclusief eenmalige rollen
- EastEnders - Margaret Walker (2001, elf afleveringen)
- Stay Lucky - Samantha Mansfield (1993, vier afleveringen)
- Cluedo - Mrs. Peacock (1992, zes afleveringen)
- The Castle of Adventure - Allie Mannering (1990, acht afleveringen)
- Swallows and Amazons - Kitty Walker (1963, zes afleveringen)

- Biblioteca Nacional de España: XX1262398
- Bibliothèque nationale de France: cb13948657h (data)
- Catàleg d'autoritats de noms i títols de Catalunya: 981058518449906706
- Gemeinsame Normdatei: 1015695973
- International Standard Name Identifier: 0000 0001 0814 0372
- Library of Congress Control Number: no96050394
- Nationale Bibliotheek van Tsjechië: xx0173634
- Nationale Bibliotheek van Israël: 987007364261705171
- Nationale Bibliotheek van Polen: a0000001740530
- Système universitaire de documentation: 085134465
- Virtual International Authority File: 27257595
- WorldCat: E39PBJwRW3HMcgQVVdJcBvYXVC